# Su-25T (航空機)
Су-25Т
リペツク空軍基地のSu-25T
- 用途：攻撃機
- 設計者： スホーイ設計局
- 製造者：
ウラン・ウデ航空工場（ロシア語版）
トビリシ航空機製造（ロシア語版）
- 運用者：
 ロシア空軍
 エチオピア空軍
- 初飛行：1984年8月17日
- 生産数：13機程度
- 生産開始：1989年
- 運用状況：現役
- 原型機：Su-25UB
- 派生型：Su-39

Su-25T（ロシア語: Су-25Т）はSu-25の発展型の一つである。工場コードはT8M。

## 開発

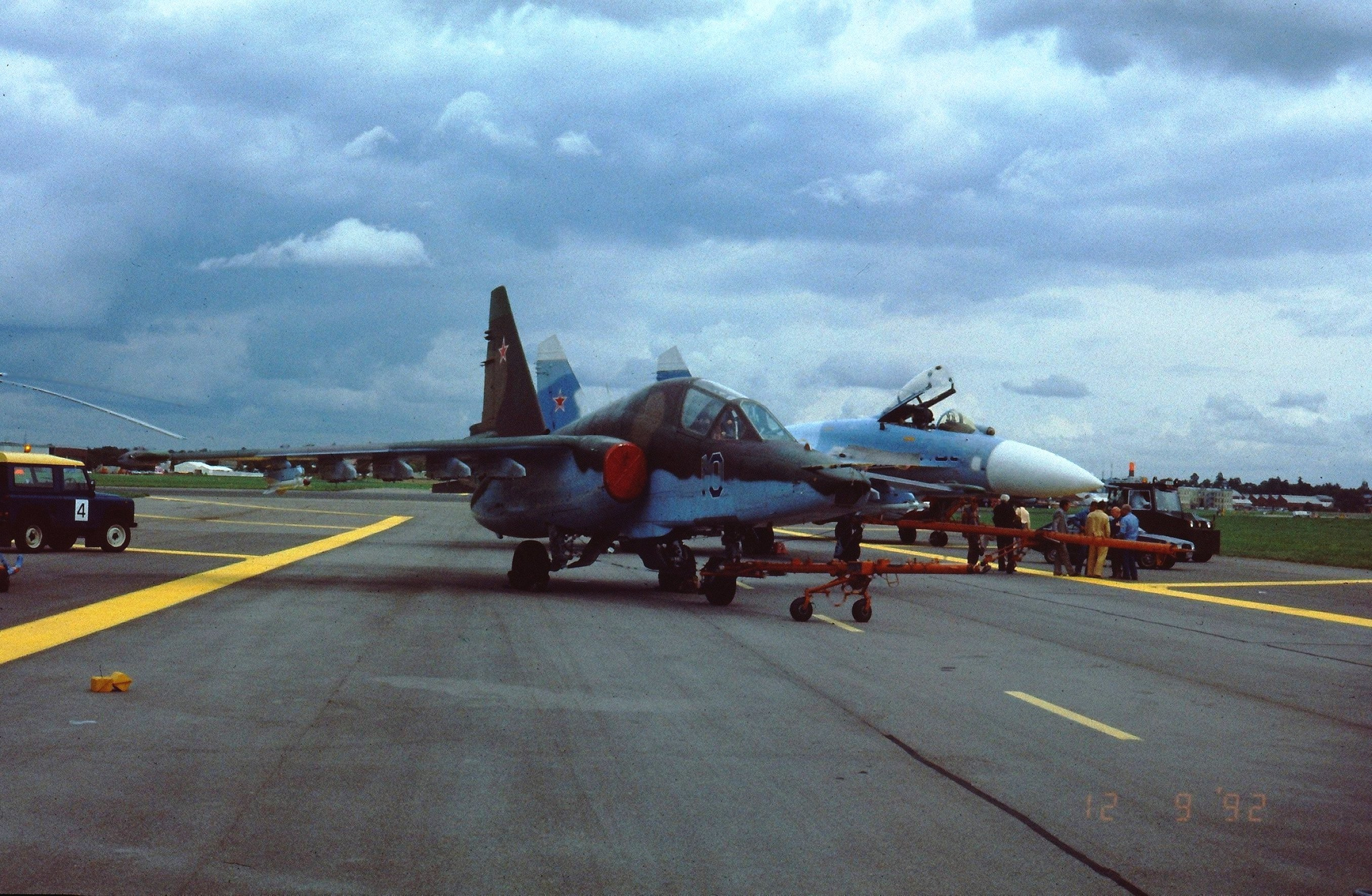
1992年にファーンボロー国際航空ショーで展示されたSu-25T

既存のSu-25はそれまでの運用などから夜間や悪天候下や走行中の戦車・その他の装甲車両の探知・攻撃能力に限界が有ることが判明していた。そこで対戦車専用攻撃機の開発の必要性が検討され、1976年にソビエト連邦の諮問委員会が対戦車兵器を搭載可能な全天候型攻撃機の設計及び建造の開始を命じた。すべての気象条件下で多種多様な攻撃を行う能力を持つ本格的なマルチロール機を純粋な昼間攻撃機であるSu-25から開発するのは困難であった。そのため、計画は2段階に分けて実行されることとなった。
最初の段階では機首のレーザー測量義をプリチャル、照準システムをI-251シクヴァルに換装、低光量テレビカメラを装備したマーキュリー夜間照準ポッドおよび9K121 ヴィキール超音速対戦車ミサイルの運用能力を付加し、2段階目で照準システムをさらに強化、コホッドFLIRポッドとキンジャールミリ波レーダーポッドを装備することとなった（後者は、後のSu-39であり、1986年1月に計画が承認された）。
試作機開発の前段階として1:1のモックアップが作成され、1982年4月に承認された。1984年6月にはT8M-1（青01）が完成し、その後試験のため、ジュコフスキーに搬送された。このT8M-1は未完成のT8UBより改造されておりR-195エンジンの動作や機体の飛行特性、安定性と制御性の検証を任務としているため、機関砲、後部座席の部分の燃料タンクとアビオニクスシステムを装備していなかった。同じ年の7月には地上試験が開始され、8月17日にジューコフスキー飛行場において初飛行した。
1985年にはウラン・ウデ工場で初めての試験飛行型であるT8M-2（青02）が7月27日に完成した。このT8M-2は後部座席の燃料タンクと完全なアビオニクス機器を装備していた。翌年9月17日には、T8M-2の仕様に加えチャフ・フレア・ディスペンサーとL166SIスクホグルース赤外線パルスジャマーを装備したT8M-3（黄03）が飛行した。これらプロトタイプ機は静的テスト機（T8M-0）を含むすべてがSu-25UBより作成された。
1988年に試験は次の段階へ移行した。1989年にはT8M-4とT8M-5が初飛行し、6月29日から14日間にわたり夜間照準用のマーキュリーポッドの試験が実施され、8月にはT8M-3は通常型のSu-25とともにウクライナのリヴィウの近くにあるポリゴンブロディで行われた実践的な演習（内容は2つの移動型SAMシステムを伴う装甲車列を破壊するというもの）に参加した。
これらの試験の結果を踏まえ、1990年に大量生産を許可すること予備報告書が発行された。これを受けトビリシの工場でSu-25Tとしての最初の量産機であるT8M-6が製造され7月26日に初飛行した。予定では12機を製造予定であった。しかし1991年にソ連が崩壊したことによる深刻な経済危機で1992年に開始された国家試験も途中で中断され、更にはグルジアの独立の影響でトビリシ工場での生産が停止されてしまったことにより8-6機の先行量産型が製造されたにとどまった。なおトビリシ工場では2000年に完成できなかったSu-25Tのフレームを用いて複座練習型のSu-25Uを3機製造している。
しかしスホーイでは売り込みを狙って1991年11月にドバイ航空ショーで機体番号を黄25と変更したT8M-3を、1992年8月にはMAKSにおいてT8M-10（青10）をSu-25TK（Su-34） という名称で公開した。
1993年9月に中断されていた試験のステージBが完了しロシア空軍での運用に入った。
1994年にロシア空軍は生産された機体のうち8機を受領し、1996年に6機をリペツクに配備した。この配備機のうち4機は実際に第二次チェチェン紛争に投入され、運用試験を実施している。
しかし、コストの安い既存のSu-25の近代化改修機であるSu-25SMの導入により2000年にSu-25Tの開発計画は中止された。発展型のSu-39（Su-25TM）についてはSu-25Tの計画中止後も続けられたが4機のみで製造は中止され、Su-25Tと同様にSu-25SMの調達にシフトされている。

## 設計

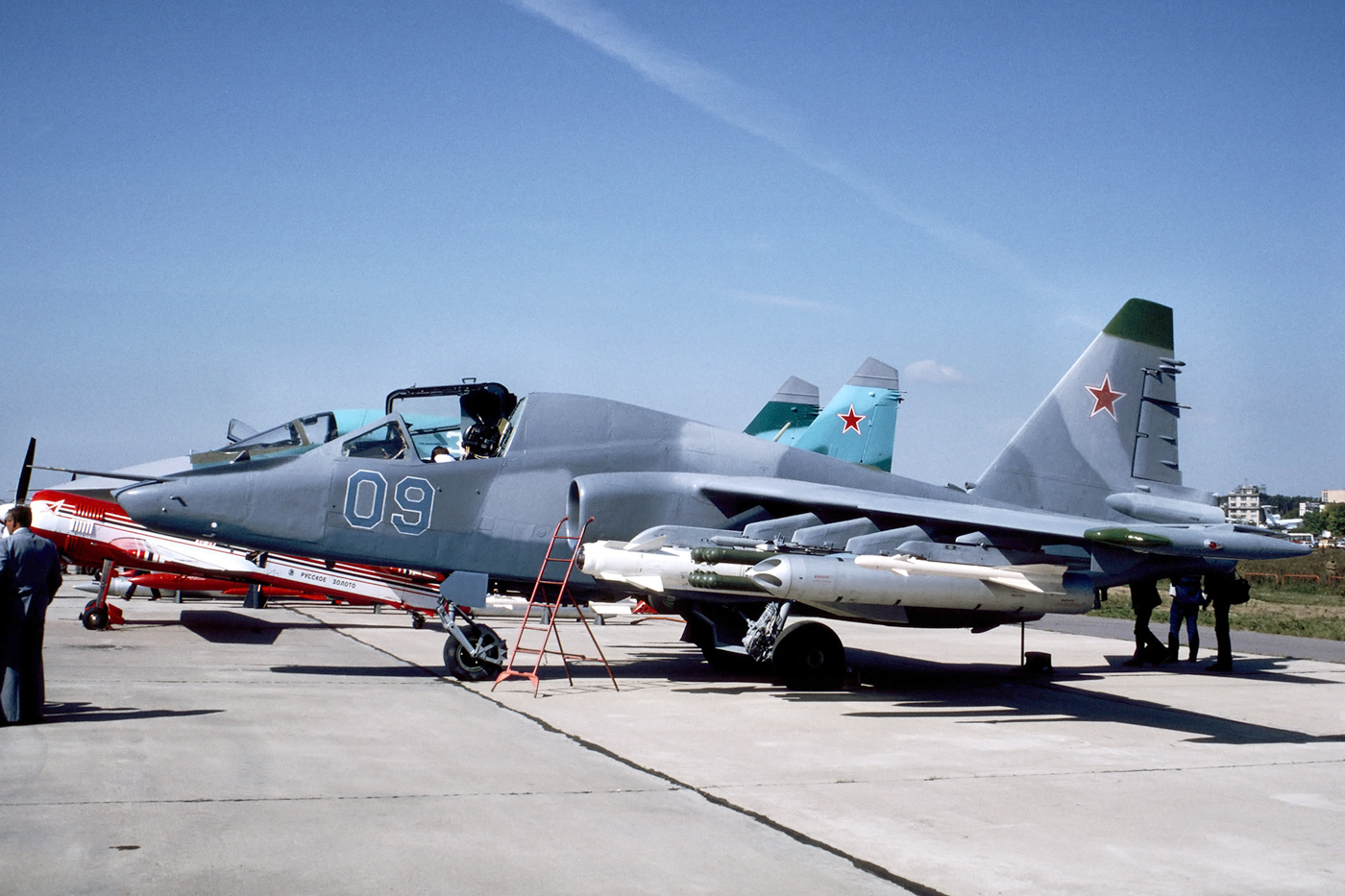
1995年のMAKSで展示されたSu-25T

### 機体
コストを削減しつつ、開発を加速して大量生産を実現するため複座型のSu-25UBをベースに開発を行っている。そのため、Su-25UBとは85-90%の共通性がある。Su-25Tでは複座型の後部座席の部分を廃止し（装甲ブロックは保持）、2基の燃料タンクとアビオニクスを設置、シクヴァルの機材を搭載するためにキャビンのコンパートメントの長さを増加させている。燃料タンクの増設により燃料搭載量は3,840kgに増加した。制御系は従来昇降舵や補助翼に適用されるのみであった油圧式のパワーステアリングが方向舵にも適用されるようになった。
エンジンはR-95ShからR-195に換装された。R-195はR-95Shをベースに推力の強化、赤外線放出抑制機構の追加、新しい電源システムの装備、生存性強化、保守性改善を図っている。特に生存性については被弾しても23mm機関砲8発程度までなら耐えて動作させることが可能となったことから大幅に強化されている。
コックピットは、光学照準器がヘッドアップディスプレイに換装されたほか、Kh-29Tなどといったテレビ誘導ミサイルを運用するため新たにCRT方式のディスプレイが装備された。また、完全密閉型へと変更されたことに伴い飛行高度が7,000mから10,000mに大幅に上昇した。

### アビオニクス
航法/攻撃システムをKN-23-1からSUV-25Tボスホートに換装し、照準システムはクリョン-PSからI-251シクヴァル高解像度テレビカメラとプリチャルレーザー目標指示・測距器の組み合わせに変更した。シクヴァルは広角モード時に36°x 27°の画像を作成でき目標探索に使用でき、照準のための狭角モードでは1° x 0.7°の画像を作成でき25倍のズームが可能。探知角度はアジマス方向に対して70°中心線上から15°下方向に80°である。探知距離は戦車サイズの移動目標に対して8km、橋に対して20-24km、1つのビルに対して15km、戦闘機に対して10km、ヘリコプターに対して6kmである。
航法システムとしては長距離用のA-723と短距離用のA-312-10が装備されており、ジャイロスコープからなるIK-VK-80-4慣性航法装置とARK-22自動方向探知機も同様に装備する。これらを統合したSAU-8自動操縦システムのおかげで戦闘エリアから自動制御の元飛行可能となった。
電子戦システムとしてはL-150 パステル-K（SPO-32）レーダー警報受信機、L-203I ガデルーニャ-1FUアクティブ電子妨害装置、L166SI スクホグルース赤外線パルスジャマー、UV-26チャフ・フレア・ディスペンサー（192発装填可能）を統合したイルティッシュが搭載された。レーダー警報受信機のL-150 パステル-Kは従来装備してきたL-006LM ベリョーザ（SPO-15LM）に代わり開発されたもので、装備により敵の対空レーダーなどの方向を探知しKh-31PやKh-25MPを使用して攻撃出来る。電子妨害装置のL-203I ガルデーニャ-1FUはMiG-29 «9.13S»に装備された同名の電子妨害装置のポッド型である。赤外線パルスジャマーのL166SI スクホグルースはチャパレルやストレラ2M、レッドアイなどの赤外線誘導式のMANPADSから航空機を保護するもので妨害する赤外線源には出力6,000Wのセシウムランプを用いた。システムの寿命は250時間で、平均故障間隔は1,200時間、ランプの寿命は50時間、準備時間は5分とされた。しかし、Mi-24K/KDに搭載された派生型のL166V-11Eイスパンカはチェチェンでの運用において近代的なMANPADSに対して役に立たないことが判明していることから、L166SIスクホグルースも同様の可能性がある。

### 武装
武装に関しては機関砲の搭載位置がメンテナンスを容易にし、射撃時の機体振動を低減する目的で胴体中央部のキャビンコンパートメント下に移動された。これに伴い前脚が左側に270mmオフセットされたほか、GSh-30-2と弾薬をセットにしたガンパックはVPU-17AからNNPU-8Mに換装された。一方でスペースの関係から弾薬の装弾数は250発から200発に減少している。当初は45mmのARP-45と呼ばれる機関砲が搭載予定であったが、採用されなかった。この機関砲は長さが250mmであり、発射速度が毎分1250発、200mmの装甲を貫通できるとされていた。
対応する兵装としては新たに9K121 ヴィキール、Kh-29、Kh-58、KAB-500Kr、R-73が新たにラインアップに加えられた。
そのほか、胴体下には低光量テレビカメラを装備した夜間戦闘用のマーキュリー夜間照準ポッドやKh-25MPやKh-58を運用するためのヴィユガまたはファンタマスゴリア電子情報収集ポッドを装備できる。マーキュリーポッドは広角および狭角の2つのレンズを有し視野角は5.5 x 7.3 °であった。探知距離は、夜間に10km、戦車サイズの目標に対して3km、橋に対して6-8 km、夜間に10-12 km。アクティブモードとすることで戦車の探知範囲は4-5kmまで増加できた。

## 実戦
運用試験のため1999年より始まった第二次チェチェン紛争に4機が投入され、20ソーティの出撃をしている。攻撃目標は通信施設などの高価値目標だった。
唯一の海外ユーザーであるエチオピアではエリトリアとの国境紛争にSu-25UBKとともに投入した。

## 派生型
T8M
試作機。5機を生産。T8M-2が1991年6月14日にKMGUが飛行中に爆発し墜落。
Su-25T
量産型。8機を製造。
Su-25TK
輸出型。
Su-39（Su-25TM）
発展型でアビオニクスに改良が加えられており、シクヴァルM照準システム、コピヨー25レーダー火器管制ポッド、長距離無線航法システム、A-737航法システムの存在を特徴とする。1995年8月15日に初飛行。最初の2機はT8M（T8M-1、T8M-4）からの改造である。
Su-25SMT
以前製造されたSu-25TのエアフレームにSu-25SM3に類似したアビニクスシステムを搭載し、コックピットの与圧改善により飛行高度を12,000mとし、構造距離も延長させるものでウランウデ工場が提案している。

## 運用
- ロシア空軍

6機を運用。全機がリペツクに配備されている。
- エチオピア空軍

1999年後半に購入契約を結び、Su-25TK 2機を受領している。この2機は元はロシア空軍のリペツクに配備されていた機体で第121航空機修理工場で改修後に輸出された。

## 仕様
出典: ウラン・ウデ、ロソボロネクスポルト、И.Бедретдинов «Су-25»
諸元
- 乗員: 1名
- ペイロード: 4,000kg
- 全長: 15.33m（ピトー管を含む）
- 全高: 5.2m
- 翼幅: 14,36m
- 翼面積: 30.1m2
- 空虚重量: 10,740kg
- 運用時重量: 16,990kg
- 最大離陸重量: 20,500kg
- 動力: ソユーズ R-195-300 ターボジェット、42,2kN （4,300kg）  × 2
- 燃料搭載重量：3,840kg

性能
- 最大速度: 950km/h
- 失速速度: 175km/h
- フェリー飛行時航続距離: 2,500km
- 実用上昇限度: 10,000m
- 離陸滑走距離: 750/680m（土/コンクリート）
- 着陸滑走距離: 750/650m（土/コンクリート）
- 翼面荷重: 714 kg/m2
- 荷重
  - 通常の戦闘負荷で+6.5/-2G
  - 最大戦闘負荷で+5,2G

### アビオニクス
火器管制
- シクヴァル照準システム
- マーキュリー夜間照準ポッド
- ファンタスマゴリア電子情報収集ポッド
- ヴェルガ電子情報収集ポッド

イルキッシュ統合電子戦システム
- L-150 パステル-K（SPO-32）（ロシア語版） レーダー警報受信機
- L-203I ガデルーニャ-1FUアクティブ電子妨害装置
- UV-26 チャフ・フレア・ディスペンサー（192発装填可能）
- L166SI スクホグルース赤外線パルスジャマー

### 武装
11個のハードポイントに4,000kgまでの兵装を搭載可能。
固定武装
- GSh-30-2（装弾数 200発）

空対空ミサイル
- R-60
- R-73

空対地ミサイル
- Kh-25
- Kh-29

対レーダーミサイル
- Kh-58
- Kh-31P

対戦車ミサイル
- 9K121（英語版）

無誘導ロケット弾
- S-8
- S-13
- S-25

爆弾
- FAB-250
- FAB-500
- RBK-250
- RBK-500
- KAB-500Kr
- KMGU-2

機関砲コンテナ
- SPPU-22
- SPPU-687